# RL Grime
Henry Alfred Steinway (8 de febrero de 1991), más conocido por su nombre artístico RL Grime, es un productor discográfico y disc jockey estadounidense.

## Carrera
Nacido en Los Ángeles, RL Grime está especializado en trap y bass music y es miembro del colectivo de música electrónica WeDidIt. Su EP debut Grapes se publicó en abril de 2012. El mismo año estrenó una popular mezcla de Halloween, la cual ha seguido publicando anualmente.
Su segundo EP, titulado High Beams, se publicó en julio de 2013 a través de Fool's Gold Records, y debutó en la octava posición de la lista Dance/Electronic Albums de Billboard y en el primer lugar de la lista iTunes Electronic. Acto seguido, el músico publicó su álbum de estudio debut, titulado Void. Su segundo álbum, Nova, fue lanzado en 2018. Un año después, el artista anunció la fundación de su sello discográfico Sable Valley.
En 2023 publicó un nuevo trabajo discográfico, titulado PLAY.

## Discografía

### Estudio
- Void (2014, WeDidIt)
- Nova (2018, WeDidIt)
- Nova (The Remixes, Vol. 1) (2018, WeDidIt)
- Nova (The Remixes, Vol. 2) (2018, WeDidIt)
- Nova Pure (2019, WeDidIt)
- PLAY (2023, Sable Valley)